# Erigonella
Erigonella là một chi nhện trong họ Linyphiidae.